# Castelbajac
Castelbajac település Franciaországban, Hautes-Pyrénées megyében. Lakosainak száma 137 fő (2022. január 1.). Castelbajac Bégole, Bonrepos, Burg, Campistrous, Houeydets és Montastruc községekkel határos.

## Népesség
A település népességének változása:
| Lakosok száma | 124  | 131  | 136  | 135  | 137  | 138  | 140  | 141  | 137  |
|               | 2013 | 2015 | 2016 | 2017 | 2018 | 2019 | 2020 | 2021 | 2022 |